# Jonáš a tingltangl
Jonáš a tingltangl (1962) je kabaret Jiřího Suchého, jedna z nejslavnějších her Semaforu; premiéru měla 18. června 1962 v tehdejším Gottwaldově (dnes Zlín), poprvé v Praze byla hrána 18. července téhož roku v divadelním sále Na Slupi. Jde o první hru, kde se po boku Jiřího Suchého objevil Jiří Šlitr a dala tedy vznik této klaunské dvojici.
Hra vznikla během krize souboru divadla Semafor, kdy z divadla odešlo několik hvězd (Miroslav Horníček, Eva Pilarová, Waldemar Matuška), Jiří Suchý toho ale využil k vytvoření skromného autorského typu představení, čímž se přiblížil stylu Osvobozeného divadla. V kabaretu Jonáš a tingltangl tak hraje pouze Jiří Suchý s Jiřím Šlitrem (kteří chvílemi hrají sami sebe a chvílemi komika Jonáše a jeho pianistu), jedna girl a malá doprovodná hudební skupina.
Představení je v podstatě pásmem písniček a komických vystoupení (monologů Jiřího Suchého či dialogů obou komiků, např. anekdot, které vypráví Suchý a Šlitr je nedokáže pochopit), které je rámováno vzpomínáním na fiktivního komika Jonáše a jednotlivými místy, kde se Suchý se Šlitrem s Jonášem potkali (od Vídně roku 1920 až po poválečnou Prahu), i když není jasné, jestli Jonáš vůbec existoval. Druhá půle představení začínala výstupem Jiřího Šlitra, ve kterém hraje písničku Šla Nanynka do zelí ve stylu předních světových hudebních skladatelů.
Jméno „Jonáš“ pro hlavní postavu vymyslel Jiří Šlitr.
Jakýmsi pokračováním byl kabaret Jonáš a dr. Matrace z roku 1969. Jiří Suchý se pak k postavě Jonáše vracel i po smrti Jiřího Šlitra; Jonášovu partnerku Melicharovou hrála Jitka Molavcová.
Rytmickou skupinu v představení tvořili Stanislav Navrátil (kontrabas), Vladimír Hora a Jiří Kysilka nebo Karel Turnovský (bicí). Na klavír hrál Jiří Šlitr.

## Seznam písniček
- Vyvěste fangle
- Tak jako ten Adam
- Koupil jsem si knot
- Tatar
- Motýlek
- Chybí mi ta jistota
- Modré punčochy
- Bar Honolulu
- Zlá neděle
- Klementajn
- Honky tonky blues
- Tulipán
- Lili
- Petruška
- Škrhola
- Šišlala

Podle Encyklopedie Jiřího Suchého do představení patřila také starší Suchého píseň Tolikrát jsem dobrou vůli měl s hudbou anonymního autora, jiný záznam ale chybí.

## Záznamy hry

### Zvukové
- kompletní nahrávka představení z roku 1962
  - 2LP Jonáš a tingltangl, Supraphon, 1989
  - 2CD Jonáš a tingl-tangl, Bonton, 2001
  - v rámci 6CD kolekce Hry, Supraphon, 2009
- nahrávka z 18. července 1962
  - v rámci kolekce 3LP Divadla malých forem, Supraphon, 1965 (jeden dialog; další dvě písničky ze hry na tomto albu jsou studiové nahrávky)
- nahrávka z 3. května 1966
  - EP vydané ke knize Jiří Šlitr, Praha–Bratislava, 1970 – improvizace na píseň Šla Nanynka do zelí
  - Divadlo Semafor 1959–1969, Supraphon, 1978 (výběr 17 tracků)
  - Blázen a dítě, B&M Music, 1999 (výběr 5 tracků)
  - Ďábel z Vinohrad, Levné knihy, 2005 (výběr 3 tracků)
- nahrávka pro film Konkurs
  - Písničky jedné plavovlásky (1997)

### Obrazové
- malý úryvek ze hry (píseň Modré punčochy) se objevil ve filmu Miloše Formana Konkurs (1963), písnička pak vyšla na albu Písničky jedné plavovlásky (1997)

## Film
Na námět představení sepsal Miloš Forman s Jánem Roháčem scénář pro stejnojmenný film; ten se začal natáčet roku 1964, po několika záběrech v berlínských exteriérech byl ale projekt zastaven.

## Jonáš a tingltangl v jiných divadlech
Režisér Václav Dušek uvedl hru 13. dubna 1991 v Klicperově divadle v Hradci Králové, 18. března 1995 měla premiéru v Severomoravském divadle v Šumperku pod režijním vedením Jaromíra Janečka v hlavních rolích s Richardem Pogodou a Františkem Večeřou. V lednu 2017 hru uvedl Divadelní spolek Kašpar v Divadle v Celetné v režii Jakuba Špalka s Petrem Lněničkou a Zdeňkem Dočekalem v hlavních rolích.
Léta 2022 hru nastudovalo Národní divadlo moravskoslezské v režii Jiřího Nekvasila s Tomášem Savkou a Jakubem Žídkem v hlavních rolích.

## Knižní vydání textu hry
- SUCHÝ, Jiří. Semafor. Vydání druhé. Praha: Československý spisovatel, 1965. 221 stran, 40 nečíslovaných stran obrazových příloh. (Divadlo. Hry).
- SUCHÝ, Jiří; KADLEC, Václav, ed. Encyklopedie Jiřího Suchého. Divadlo. Svazek 9, 1959-62. Vyd. 1. Praha: Karolinum, 2002. 8 svazků (285 s.). online. ISBN 80-7184-909-X.

Text ze souboru Semafor vyšel předtím také v příloze časopisu Divadlo (č. 8, roč. 1962).

### Úryvky
- To nejlepší z Jiřího Suchého, Scéna, Praha 1990: s. 167 – Jonášova pohádka o Kurtovi